# Alejandra Báez
Alejandra Báez Mariño (Montevideo, el 21 de diciembre de 1979 en Montevideo) es una deportista, pelotari, docente, árbitro y entrenadora uruguaya.

## Biografía
Segunda de cinco hermanos,  estudió en el Colegio Clara Jackson de Heber, en Montevideo, comenzando a practicar handball desde los 8 años en esta institución, continuando luego participando en competencias internacionales por el Club de Remo en Montevideo.
A sus 17 años la familia se muda a la ciudad de Treinta y Tres, donde continúa sus estudios, y paralelamente practica remo y ciclismo.
Allí estudió profesorado de inglés, de Educación Física, instructorado de Pilates, y comenzó a trabajar en enseñanza primaria y secundaria.
En 2006 tomó contacto por primera vez con la Pelota Vasca en el Centro Pelotaris de Treinta y Tres comenzando así su carrera como pelotari, compitiendo en torneos internos femeninos y masculinos, para luego comenzar a hacerlo a nivel nacional por la Federación Uruguaya de Pelota.

## Trayectoria Deportiva
Ha participado regularmente del Torneo Federado de Damas, con la interrupción de la pandemia en 2020 y 2021.
Aunque se ha desempeñado como árbitro a nivel nacional en diversas especialidades y modalidades de Pelota Vasca, en 2023 recibió el Título de Árbitro a nivel Nacional de todas las disciplinas.
Es instructora de Pickleball y desde 2025 compite regularmente en torneos nacionales e internacionales de esta disciplina por el Club Pickleball Punta del Este.

#### Pelota Olímpica
- Campeona Nacional de Damas compitiendo por Cantegril Country Club (1er lugar, 2008)
- Campeona Nacional de Damas  compitiendo por Cantegril Country Club (1er lugar, 2009)
- Campeona Nacional de Damas  compitiendo por Cantegril Country Club (1er lugar, 2010)
- Campeona Nacional de Damas  compitiendo por Cantegril Country Club (1er lugar, 2011)
- Campeona Nacional de Damas  compitiendo por Cantegril Country Club (1er lugar, 2012)
- Campeona Nacional de Damas  compitiendo por Cantegril Country Club (1er lugar, 2013)
- Campeona Nacional de Damas  compitiendo por Cantegril Country Club (1er lugar, 2014)
- Campeona Nacional de Damas  compitiendo por Círculo de Pelota Polo Bessonart (1er lugar, 2015)
- Campeona Nacional de Damas  compitiendo por Centro Pelotaris Mercedes (1er lugar, 2016)
- Campeona Nacional de Damas  compitiendo por Centro Pelotaris Mercedes (1er lugar, 2017)
- Campeona en el Campeonato Federal de Damas de Primera Categoría compitiendo por Club Social y Deportivo Pelotaris de San Carlos  (1er lugar, 2022)
- Vicecampeona Nacional de Damas  compitiendo por Club Social y Deportivo Pelotaris de San Carlos (2do lugar, 2022)
- Campeona del Multinacional de Paleta Femenina en San Luis, Argentina (1er lugar, 2023)
- Mejor Jugadora del Multinacional de Paleta Femenina en San Luis, Argentina (1er lugar, 2023)
- Campeona en el Campeonato Federal de Damas de Primera Categoría compitiendo por Club Atlético Pando (1er lugar, 2023)
- Vicecampeona del Campeonato Federal de Sexta Categoría Masculina (2do lugar, 2023)
- Campeona en el Campeonato Nacional de Damas de Primera Categoría compitiendo por Club Atlético Pando (1er lugar, 2023)
- Campeona en el Campeonato Uruguayo de Damas de Primera Categoría compitiendo por Club Atlético Pando (1er lugar, 2023)
- Campeona Anual Invicta de la FUP en Damas de Primera Categoría compitiendo por Club Atlético Pando (1er lugar, 2023)[3][4]
- Campeona en el Campeonato Federal de Damas de Primera Categoría compitiendo por Club Atlético Pando (1er lugar, 2024)
- Campeona en el Campeonato Nacional de Damas de Primera Categoría compitiendo por Club Atlético Pando (1er lugar, 2024)
- Campeona en el Campeonato Uruguayo de Damas de Primera Categoría compitiendo por Club Atlético Pando (1er lugar, 2024)
- Campeona en el Campeonato Clausura de Damas de Primera Categoría compitiendo por Club Atlético Pando (1er lugar, 2024)
- Campeona Anual Invicta de la FUP en Damas de Primera Categoría compitiendo por Club Atlético Pando (1er lugar, 2024)[5][6]
- Campeona en el Campeonato Federal de Damas de Primera Categoría compitiendo por Club Atlético Pando (1er lugar, 2025)
- Campeona en el Campeonato Nacional de Damas de Primera Categoría compitiendo por Club Atlético Pando (1er lugar, 2025)

#### Pelota Goma
- En 2015 integró la selección uruguaya en la VI Copa del Mundo de Trinquete en México, clasificando al Mundial 2018 de Barcelona
- En 2016 integró la selección uruguaya en la VI Copa del Mundo Frontón 30 Metros, en Santiago de Chile [7][8]
- Campeona Federal de Goma (1er lugar, 2017) [9]
- Integró la selección uruguaya en el Mundial de Pelota Vasca de 2018 en Barcelona, donde Uruguay obtuvo en Quinto lugar.[10][11]
- Integró la selección uruguaya para los Panamericanos 2019
- Desde 2022 hasta la fecha actual participa habitualmente de torneos provinciales en Argentina.

#### Paleta Frontón
- Primer Panamericano de Pelota Peruana en Lima (4to lugar, 2016/2017)[12]
- Panamericano de Pelota Peruana en Single, Lima (4to lugar, 2018)
- Panamericano de Lima por equipo (3er lugar, 2018)